# Kremlin Cup 1998 - Qualificazioni doppio maschile
Le qualificazioni del doppio maschile del Kremlin Cup 1998 sono state un torneo di tennis preliminare per accedere alla fase finale della manifestazione. I vincitori dell'ultimo turno sono entrati di diritto nel tabellone principale. In caso di ritiro di uno o più giocatori aventi diritto a questi sono subentrati i lucky loser, ossia i giocatori che hanno perso nell'ultimo turno ma che avevano una classifica più alta rispetto agli altri partecipanti che avevano comunque perso nel turno finale.
Le qualificazioni del doppio del torneo Kremlin Cup 1998 prevedevano 4 coppie partecipanti di cui una è entrata nel tabellone principale.

## Teste di serie
1. Petr Luxa /  Radomír Vašek (primo turno)

1. Sjeng Schalken /  John van Lottum (Qualificati)

## Qualificati
1. Sjeng Schalken  /   John van Lottum

## Tabellone

### Legenda
| - Q = Qualificato - WC = Wild card - LL = Lucky loser | - ALT = Alternate - SE = Special Exempt - PR = Protected Ranking | - w/o = Walkover - r = Ritirato - d = Squalificato |

|  | Primo turno | Primo turno                     | Primo turno                    | Primo turno | Primo turno |  |  | Ultimo turno | Ultimo turno                    | Ultimo turno | Ultimo turno | Ultimo turno |  |
|  |             |                                 |                                |             |             |  |  |              |                                 |              |              |              |  |
|  |             | Andrej Merinov Andrej Stoljarov | 6                              | 3           | 6           |  |  |              |                                 |              |              |              |  |
|  | 1           | Petr Luxa Radomír Vašek         | 4                              | 6           | 3           |  |  |              | Andrej Merinov Andrej Stoljarov | 2            | 6            | 4            |  |
|  | 2           | Sjeng Schalken John van Lottum  | Sjeng Schalken John van Lottum | 7           | 6           |  |  | 2            | Sjeng Schalken John van Lottum  | 6            | 4            | 6            |  |
|  |             | Igor' Kunicyn Michail Južnyj    | Igor' Kunicyn Michail Južnyj   | 6           | 3           |  |  |              |                                 |              |              |              |  |